# Resenstad
Resenstad is een plaats in de Deense regio Midden-Jutland, gemeente Struer. De plaats telt 296 inwoners (2008).